# Herne Bay United
Le Herne Bay United est un club de rink hockey de la ville de Herne Bay en Angleterre. Il est fondé le 9 octobre 1924. 
Entre 1993 et 2008, le club remporte 14 des 16 titres disputés en National Premier League anglaise.

## Palmarès
- 16 National Premier League: 1993, 1994, 1995, 1996, 1997, 1998, 2000, 2001, 2002, 2003, 2004, 2006, 2007, 2008, 2009 et 2010
- 11 coupes d'Angleterre : 1935, 1937, 2000, 2001, 2002, 2003, 2004, 2006, 2007, 2008 et 2009
- 2 coupes des Nations de Montreux : 1932 et 1938

### Source de la traduction
- (ca) Cet article est partiellement ou en totalité issu de l’article de Wikipédia en catalan intitulé « Herne Bay United RH » (voir la liste des auteurs).